# Italo Ormanni
Italo Ormanni (Napoli, 12 gennaio 1936 – Roma, 20 aprile 2024) è stato un magistrato e avvocato italiano.

## Biografia
Italo Ormanni fu in magistratura dal 1º novembre 1961 al 30 novembre 2010. Sostituto Procuratore della Repubblica a Napoli, si occupò principalmente di indagini sulla camorra, del traffico di stupefacenti e di omicidi: contribuì agli arresti di Raffaele Cutolo, Michele Zaza, Lorenzo Nuvoletta e altri camorristi. Dal 1982 fu applicato alla Corte di Cassazione. Dal 1984 al 1990 fu consulente della Commissione parlamentare antimafia. Nel 1989 venne invitato negli Stati Uniti per una serie di incontri con la DEA, l'FBI e funzionari del Dipartimento della giustizia. Fu docente presso l'Università degli Studi di Napoli Federico II. Dal 1994 al 2008 fu Procuratore aggiunto alla Procura della Repubblica di Roma e dal 2000 al 2008 è Procuratore antimafia per il Lazio.
Sue furono le indagini che portarono alla individuazione degli autori dell'omicidio di Marta Russo, studentessa presso l'Università degli Studi di Roma "La Sapienza", al responsabile dell'omicidio della signora Giovanna Reggiani e a quello di Maria Grazia Cutuli, giornalista uccisa in Afghanistan, ai componenti delle Nuove Brigate Rosse autori dell'omicidio del prof. Massimo D'Antona, ai componenti della banda di sequestratori dei due Van Gogh e del Cezanne custoditi nella Galleria nazionale di arte moderna. Per l'elevato numero di opere d'arte rubate e restituite al patrimonio dello Stato venne insignito della medaglia d'argento dal Presidente della Repubblica.
Si occupò anche della sparizione di Emanuela Orlandi e del Delitto di via Carlo Poma, entrambi rimasti insoluti. Anche per il Delitto dell'Olgiata le indagini di Ormanni non portano a nulla, ma nel 2011 il riesame di alcune prove trascurate consentì ai colleghi subentrati nel caso di individuare il colpevole.
Nel 1995, dopo mesi di indagini, testimonianze fuorvianti, e ricerche infruttuose, ottenne da Tullio Brigida una confessione sull'omicidio dei suoi tre figli e la rivelazione del luogo di occultamento dei tre cadaveri.
Dal 2008 al 2010 fu Capo Dipartimento presso il Ministero della giustizia, occupandosi tra l'altro dell'estradizione del terrorista Cesare Battisti, all'epoca latitante in Brasile. 
Fu autore di pubblicazioni sulla criminologia. Il 5 settembre 2011 entrò nel cast giuridico del programma tv Forum e ne fece parte fino al 31 maggio 2013. Fu consulente tecnico-giuridico per Senza confini, Mio figlio, Salvo d'Acquisto e supervisore alla sceneggiatura per A testa alta - I martiri di Fiesole e Boris Giuliano - Un poliziotto a Palermo, fiction andate in onda su Rai 1.
Dal 1989 al 1993 fece parte della redazione di Sergio Zavoli come consulente giuridico per i programmi La notte della Repubblica, Viaggio intorno all'uomo, Viaggio nel Sud.
Amico di Corrado, dopo la sua scomparsa, si legò a Marina Donato, vedova del presentatore.
Morì a Roma il 20 aprile 2024 all'età di 88 anni.